# Philip Michael Thomas
Philip Michael Thomas, né le 26 mai 1949 à Columbus (Ohio) est un acteur américain.
Son rôle le plus connu reste celui du détective Ricardo « Rico » Tubbs dans la série Deux flics à Miami.

## Filmographie

### Cinéma
- 1972 : Come Back, Charleston Blue (en)
- 1972 : Stigma (en)
- 1973 : Book of Numbers
- 1975 : Mr. Ricco
- 1975 : Black Fist
- 1976 : Sparkle (en)
- 1976 : El hombre de los hongos (en)
- 1978 : Death Drug (en)
- 1979 : The Dark
- 1989 : The Wizard of Speed and Time (en)
- 1993 : Miami Shakedown (aussi producteur exécutif)
- 1994 : River of Stone
- 2003 : Fate

### Télévision
- 1973 : Toma (pilote)
- 1974 : Good Times (en)
- 1977 : Starsky et Hutch
- 1978 : The Beasts Are On the Streets
- 1978 : Lawman Without a Gun (en)
- 1979 : Racines 2 : Les Nouvelles Générations (miniserie)
- 1979 : Valentine
- 1984-1990 : Deux flics à Miami
- 1986 : A Fight for Jenny
- 1989 : False Witness
- 1990 : Zorro: Pride of the Pueblo
- 1990 : A Little Piece of Sunshine
- 1990-1991 : Extralarge (en)
- 1991 : Perry Mason - L'affaire des ambitions perdues
- 1997 : Noi siamo angeli (en) (miniserie)
- 1997 : Nash Bridges - Wild Card - Cedrick Hawks
- 2001 Nash Bridges - Out of Miami - Cedrick Hawks

## Doublage
- 1975 : Coonskin (film d'animation)
- 1982 : Hey Good Lookin' (film d'animation)
- 2002 : Grand Theft Auto: Vice City : Lance Vance (jeu vidéo)
- 2006 : Grand Theft Auto: Vice City Stories : Lance Vance (jeu vidéo)